# The Quietus
The Quietus est un magazine d'informations et de communication orienté vers la musique rock et la culture pop. Le site web homonyme est une publication éditoriale indépendante dirigée par John Doran et un groupe de journalistes et critiques freelance, certains ayant déjà travaillé pour d'autres couvertures médiatiques.

## Contenu
The Quietus se concentre sur des critiques d'albums et de films, et occasionnellement d'ouvrages, de comics, de séries télévisées et de DVD. Il se concentre également souvent sur des entrevues effectuées avec des artistes et musiciens notables. Le site web est rédigé par John Doran, qui prétend s'adresser « aux fans de musique intelligente âgés entre 21 ans et, disons, 73 ans. » L'équipe du site web se compose de l'ancien journaliste David Stubbs de Melody Maker, le disc-jockey Steve Lamacq de BBC Radio 1, et de l'enseignant Simon Frith, ainsi que de quelques rédacteurs occasionnels. The Quietus est auteur de plusieurs entrevues exclusives avec  interviews Glen Matlock des Sex Pistols, Mick Jones du groupe The Clash, Johnny Marr des Smiths, Matt Johnson de The The, Noel Gallagher du groupe Oasis, Peter Hook de New Order, Lee Ranaldo de Sonic Youth, Brandon Flowers du groupe The Killers, Andy McCluskey du groupe Orchestral Manoeuvres in the Dark, et d'Elly Jackson de La Roux, entre autres. Le contenu des entrevues du site sont utilisés par plusieurs couvertures nationales et internationales,,,,,. Les informations du site sont citées par un bon nombre de publications russes, brésiliennes, et indonésiennes,,.

## Polémiques
En 2008, la société de management du groupe de metal Metallica, Q Prime, organise une avant-première de leur album Death Magnetic, en compagnie de critiques musicaux, dont l'équipe de The Quietus. The Quietus, Kerrang!, et Metal Hammer publient donc par la suite leur point de vue, mais sont vite contactés par le management de Metallica leur demandant de retirer leurs publications. Doran de The Guardian répond que « Q Prime fait évidemment ce qu'il y a de meilleur pour le groupe, mais des fois ils doivent juste se tenir à l'écart de la machine à expresso, inspirer profondément, et réaliser qu'ils ne peuvent pas contrôler tous les médias du monde. » Metallica se dit gêné de cette situation et commente lors d'un communiqué officiel : « Pourquoi retirer chaque publication positive de notre nouvel album et empêcher les gens de savoir ce qu'il en est... ça n'a aucun sens ! » Les liens des sites en question, dont celui de The Quietus, sont ajoutés dans le message du groupe pour se faire pardonner de cette erreur.

## Accueil
En 2008, The Quietus remporte le Student Publication Choice aux Record of the Day Awards. En 2009, le site remporte le prix de meilleure publication sur le web durant la même cérémonie, lorsque Doran remporte le prix de rédacteur live de l'année. La même année, il est choisi comme l'un des 25 meilleurs sites musicaux par The Independent.